# 富裕層

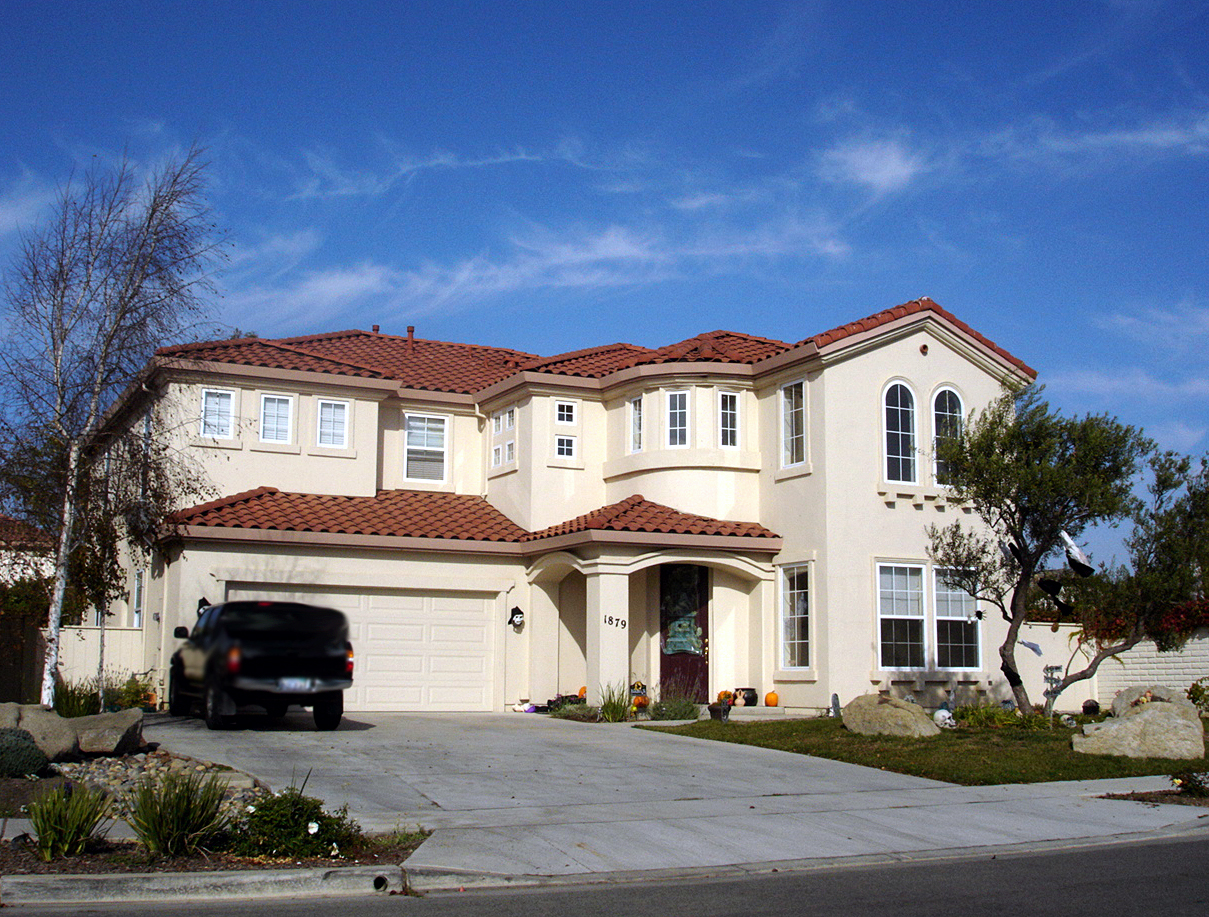
100万米ドル（約1億円）の家（豪邸）、米国カリフォルニア州サリナス（2006年）

富裕層（ふゆうそう）とは、一定以上の比較的大きな経済力や購買力を有する個人・世帯。又は、より広く捉え直した上で細分化して、富裕層（High-net-worth individuals, HNWIとも表記され、保有資産額は100万ドルあるいは1億円以上）若しくは超富裕層（Ultra-HNWIとも表記され、保有資産額は3000万ドルあるいは5億円以上） などの用語が使用される。対義語は貧困層。
World Ultra Wealth Report 2021によれば、世界の超富裕層人口は295,450人、アメリカ合衆国が101,240人と最も多く、次いで、中国29,815人、日本21,300人、ドイツ15,435人、カナダ11,010人、フランス9,810人、香港9,435人、イギリス8,765人、スイス7,320人、インド6,380人（上位10カ国）となったが、フランス（-10.8%）・イギリス（-9.5%）・香港（-5.1%）・ドイツ（-3.3%）・カナダ（-2.4%）・インド（-2.0%）は、減少したのに対して、アメリカ合衆国（+8.0%）・中国（+8.0%）・日本（+7.5%）は強い伸びを示した。スイスは、+1.9%の増加となった。
また、世界の長富裕層について調査して毎年発表している調査会社Altrataは、純金融資産が3000万ドル（1ドル150円換算で45億円）を超える層を超富裕層と定義するが、その発表した「超富裕層レポート2023」で、
1位米国では129,665人存在しその総資産は15兆530億ドル、2位中国では47,190人存在しその総資産は5兆3170億ドル、3位ドイツでは19,590人存在しその総資産2兆3100億ドル、4位日本では14,940人存在しその総資産は1兆4170億ドル、5位	英国では14,005人存在しその総資産は1兆4270億ドル、6位カナダでは13,320人存在しその総資産1兆4160億ドル、7位	香港では12,615人存在しその総資産は1兆5030億ドル、8位フランスでは11,980人存在しその総資産は1兆2940億ドル、9位イタリアでは8,930人存在しその総資産は9870億ドル、10位インドでは8,880人存在しその総資産は1兆1440億ドルであると推計した。
このレポートによれば、日本に暮らす超富裕層は14,940人存在し、日本の人口1億2,330万人中、0.012％の人が超富裕層に該当する。また、日本の超富裕層14,940人のうち、約25％の3,710人は東京で暮らす。

## 用語
財産家、大金持ち、億万長者、素封家などと呼ばれる。
長者の中でも特に代表的な存在は「億万長者」とも呼ばれ、日本で過去行われた高額納税者公示制度は「長者番付」とも呼ばれた。
「素封」とは『史記‐貨殖伝』の「今有下無二秩祿之奉、爵邑之入一而楽与レ之比者上、命曰二素封一」による語である。「素」は、もともとで、つけ加えるもののないこと。「封」は封祿(ほうろく)、封土の意。位や領地（日本の場合、領地とは封建領主の私有財産ではなく、基本的には、その領地・住人に及ぼし得た権限は、租税徴収権・行政権・司法権などに限られた）がなくても諸侯に等しい富を持っていること。大きな資産を持っていること。また、その人。金持、金満家、財産家、資産家。「素封」のみで「大金持ちの"人"」を意味し、本来「家」を付ける必要はない。しかし、「資産家」や「金満家」などに寄せたのか、明治以降、「大金持ちの"人"」を表す際には、「家」を付けて「素封家」というようになった。
英語では、西洋の命数法でミリオン（short scaleでは百万）から「ミリオネア」（millionaire）、ビリオン（short scaleでは十億）から「ビリオネア」（billionaire）、ガジリオン（とても大きな数）から「ガジリオネア（Gazillionaire）」と呼ばれる。またプライベートジェットを個人で所有している層としてジェット族（Jet Setter）とも呼ばれる。

## 概要

### RBCウェルス・マネジメント
RBCウェルス・マネジメント（日本語・英語）などの調査による富裕層の定義は、主な居住用不動産、収集品、消費財、および耐久消費財を除き、100万ドル以上の投資可能資産を所有する世帯としている。英語ではHNWI (high-net-worth individual)と表記する。2012年の統計によると、世界に約1100万世帯の富裕層が存在し、世界で最も富裕層人口を持つ国がアメリカで約306万世帯、2位は日本で約182万世帯である。また、3000万ドル以上の投資可能資産を所有する世帯を超富裕層（Ultra-HNWI）と定義している。

### 野村総合研究所
野村総合研究所は、「超富裕層（世帯の純金融資産・5億円以上）」「富裕層（同・1億円以上5億円未満）」に分類した調査を報告している。直近の報告によると、2019年は、純金融資産保有額が1億円以上5億円未満の「富裕層」、および同5億円以上の「超富裕層」を合わせると132.7万世帯で、内訳は、富裕層が124.0万世帯、超富裕層が8.7万世帯であった。
富裕層と超富裕層をあわせた2019年の世帯数は、2005年以降最も多かった2017年の合計世帯数126.7万世帯から6.0万世帯増加した。富裕層・超富裕層の世帯数はいずれも、安倍政権の経済政策（「アベノミクス」）が始まった後の2013年以降一貫して増加を続けている。
なお、2019(令和元)年6月6日現在における全国の世帯総数は、5178万5千世帯である。従って、2019年においては、富裕層の割合は約2.4%、超富裕層の割合は約0.16%となる。

## 新富裕層
近年、情報通信技術の発達、金融規制緩和により、従来とは異なる考えを持つ新たな富裕層財が登場している。
博報堂は、世帯年収が1500万円以上である新しい富裕層をインカムリッチと名付けている。

## 富裕層調査

### ワールド・ウェルス・レポート
欧州最大の仏コンサルティングファームのキャップジェミニが発表した2019年の世界の富裕層数ランキングである。主な居住用不動産、収集品、消費財、および耐久消費財を除き、100万米ドル（約1億円）以上の投資可能資産を所有する世帯を富裕層（HNWI、High-Net-Worth Individual）と定義している。世界の富裕層人口の上位25か国は以下の通りである。
| 富裕層 | 富裕層         | 富裕層    |
| 順位   | 国／地域       | 人口      |
| ------ | -------------- | --------- |
| 1      | アメリカ       | 5,909,000 |
| 2      | 日本           | 3,387,000 |
| 3      | ドイツ         | 1,466,000 |
| 4      | 中国           | 1,317,000 |
| 5      | フランス       | 702,000   |
| 6      | イギリス       | 591,000   |
| 7      | スイス         | 438,000   |
| 8      | カナダ         | 392,000   |
| 9      | イタリア       | 298,000   |
| 10     | オランダ       | 287,000   |
| 11     | オーストラリア | 284,000   |
| 12     | インド         | 263,000   |
| 13     | 韓国           | 243,000   |
| 14     | スペイン       | 235,000   |
| 15     | ロシア         | 215,000   |
| 16     | クウェート     | 207,000   |
| 17     | サウジアラビア | 203,000   |
| 18     | ブラジル       | 199,000   |
| 19     | ノルウェー     | 182,000   |
| 20     | 台湾           | 178,000   |
| 21     | 香港           | 172,000   |
| 22     | オーストリア   | 155,000   |
| 23     | スウェーデン   | 142,000   |
| 24     | タイ           | 134,000   |
| 25     | インドネシア   | 134,000   |

### ワールド・ウルトラ・ウェルス・レポート
スイス最大の銀行機関でありかつ世界最大のプライベートバンクであるUBSなどの集計による2019年の世界の超富裕層数ランキングである。超富裕層（UHNWI, Ultra HNWI）を純資産3000万ドル以上所有する者と定義しており、世界に29万720人いるとされる。最多国はアメリカ合衆国、最多都市はニューヨーク（東京は3位）。世界の超富裕層人口の上位10か国は以下の通りである。
| 超富裕層 | 超富裕層 | 超富裕層 |
| 順位     | 国／地域 | 人口     |
| -------- | -------- | -------- |
| 1        | アメリカ | 93,790   |
| 2        | 中国     | 27,755   |
| 3        | 日本     | 19,820   |
| 4        | ドイツ   | 15,960   |
| 5        | カナダ   | 11,285   |
| 6        | フランス | 11,000   |
| 7        | 香港     | 9,955    |
| 8        | イギリス | 9,690    |
| 9        | スイス   | 7,200    |
| 10       | インド   | 6,515    |

## 金融資産20億円超保有世帯
構成資産について土地を最も大きな資産とする日本の富裕層に関して、金融資産額4,000万円を超える世帯のうち大半は金融資産額8,000万円以下である一方、20億円を超える金融資産を保有する世帯の数は、約3,000であるという推計結果がある。

## アメリカ合衆国の状況
世界一、富裕層が多い国であるアメリカ。そのアメリカのネット証券会社の大手チャールズ・シュワブが2022年2月に21〜75歳のアメリカ人1,000人を対象に行ったモダン・ウエルス・サーベイ2022によると、アメリカ人は、220万ドル＝2億2,000万円（分かりやすい換算のため、1ドル=100円を前提とする）の純資産（キャッシュ・預貯金・不動産・株式・投資信託などの総資産から、住宅ローン・自動車ローン・クレジットカードの未払い分などの負債を差し引いた額）を保有すれば、お金持ちであり、77万4,000ドル＝7,740万円（同様に、1ドル=100円を前提とする）の純資産を保有していれば経済的に安心であるとみなしているようである。
2020年9月にFRB（米連邦準備理事会）が発表したデータによると、アメリカの世帯の純資産額の平均値は、2019年で74万8,800ドル＝7,488万円（同様に、1ドル=100円を前提とする）であり、上記の２つの金額に近い。
反対に、貯金が殆どない世帯も多く、Bankrateが2021年７月に行った世論調査によると、緊急用の貯金額（普通預金口座、当座預金口座、短期金融勘定にあるお金）は３ヶ月分の生活費未満かゼロと回答した人々が51％もいた。
純資産額の中央値を見てみると、それは12万1,700ドル＝1,217万円（同様に、1ドル=100円を前提とする）。
このように、経済格差が大きいアメリカ、平均値は超富裕層に大きく引き上げられていることから、現実を反映している数字とは言えない。実際、アメリカで純資産のトップ1％に入るには11ミリオンドル超（同様に、1ドル=100円を前提とすると、11億円超）、トップ0.5％に入るには17ミリオンドル超（同様に、1ドル=100円を前提とすると、17億円超）、トップ0.1％に入るには43ミリオンドル超（同様に、1ドル=100円を前提とすると、43億円超）が必要とされている。
日本と比較してみると、総務省統計局が2021年5月に発表した「2019年全国家計構造調査」によると、2019年10月末の家計純資産の平均値は2,834万円と、同様に、1ドル=100円を前提とした場合、アメリカの4割弱しかないものの、中央値は1,422万円で、アメリカとは大きな差はない。

## 世界の1%クラブ
Knight FrankのThe Wealth Report 18th edition（2024）は、「1%クラブ」と呼ばれるトップ1%以内の人々の仲間入りするには、どのくらいの資産を保有する必要があるのかを示している。それによれば、「1%クラブ」の仲間入りするには、1位のモナコでは12.9百万米ドル以上を保有することが必要であり、以下2位ルクセンブルクでは10.8百万米ドル以上、3位スイスでは8.5百万米ドル以上、4位アメリカ合衆国では5.8百万米ドル以上保有する必要がある。アジアでトップを走るのは5位シンガポールであり、そこでは、5.2百万米ドル以上保有する必要がある。16位日本では2.0百万米ドル以上保有すれば足り、17位中国では1.1百万米ドル以上保有すれば「1%クラブ」の仲間入りができる。

## 世界の超富裕層の男女割合
データベースサービスを提供する英アルトラタ（Altrata）調査機関Wealth-Xは、世界の超富裕層（UHNWI）の男女比は、男性89.2%、女性10.8%と推計する。
なお、Wealth-Xについては、以下の記事（英語版）参照。
- en:High-net-worth individual#Number of UHNWIs per city
- en:IIFL Wealth#History
- en:List of universities by number of billionaire alumni

など
また、アルトラータについては、en:List of universities by number of billionaire alumniにて参照可。